# Peter Glinton
Peter Glinton (6 luglio 1992) è un calciatore britannico, centrocampista della Nazionale di calcio di Turks e Caicos.